# Соревнования групп специального назначения ГРУ
Соревнования групп специального назначения Главного разведывательного управления Генерального штаба Вооружённых Сил Союза ССР — ежегодные соревнования между группами специального назначения ГРУ Генштаба ВС СССР из разных соединений и частей, проводимые с целью выяснения уровня подготовленности личного состава.
Соревнования регулярно проводятся с 1975 года. Впервые были организованы на базе 2-й отдельной бригады специального назначения в ЛенВО. Группой в формированиях специального назначения ГРУ ГШ ВС именуется взвод. В среде военнослужащих соединений и воинских частей ГРУ Генштаба ВС СССР данные соревнования именуются жаргонизмом «Скачки». Эти соревнования являются сложным, но эффективным способом выявления уровня боеготовности частей и подразделений, требующим основательной подготовки как личного состава так и места проведения соревнований.

## Описание
Соревнование представляет собой продвижение по заданному организаторами маршруту, который имитирует собой разведывательный рейд в тыл противника, расписанный по этапам и временным интервалам на их прохождение. В ходе соревнований военнослужащие групп должны показать навыки в ориентировании на чужой местности, в скрытности передвижения и организации привалов, в умении вести разведку различными приёмами и способами. Организаторами по ходу соревнований даются вводные команды по выполнению учебных боевых задач:
- поиск условного объекта противника;
- наблюдение за объектом;
- налёт на объект;
- захват объекта;
- условное уничтожение заданного объекта;

Разведчики 3-й отдельной гвардейской бригады специального назначения — победители соревнований. Начало 1980-х годов.

- отработка засады.

## Условия соревнований
По условиям соревнований, часть или соединение, принимающее соревнования, по причине акклиматизации к местным условиям и лучшему знанию местности, не имеет права выставлять свою команду. 

Но по инициативе командования части и по согласованию с руководством соревнований, возможно включение группы вне общего зачёта, в тренировочных целях.

## Оценка участников
Командная оценка группам-участникам выставляется по комплексу критериев:
- уровень ориентирования на чужой местности;
- время прохождения этапов;
- скрытность передвижения и организации мест отдыха;
- время затраченное на поиск замаскированного условного объекта противника;
- время затраченное на поиск тайника с припасами;
- своевременный доклад по радиосвязи о полученных разведданных;
- организация налёта на условный объект противника;
- организация отхода группы после налёта.

## Подготовка к соревнованиям
Подготовка группы к соревнованию может делиться на три этапа:
- индивидуальная подготовка каждого кандидата;
- боевое слаживание отделений;
- боевое слаживание группы.

Поскольку график поэтапного продвижения по маршруту организаторами составлен так, чтобы скорость перемещения разведчиков на различных участках была разной — упор в физической подготовке делается на бег на большие дистанции с чередованием темпа передвижения (так называемый «рваный» темп). Огневая подготовка проводится в индивидуальном порядке, а также отработка тактического приёма «Разведгруппа в налёте». Важный этап подготовки — организация и проведение так называемой «днёвки». Днёвкой называется замаскированная позиция разведчика, которая одновременно служит и наблюдательным пунктом и местом отдыха в светлое время суток.
Помимо выполнения поставленной учебной задачи на втором месте по важности стоит обеспечение безопасности командира и радиста.

## Польза соревнований
Практическая сторона в проведении подобных соревнований:
- в ходе соревнований разведчиков вынуждают проявлять изобретательность и смекалку в организации и осуществления засад, поиска, организации мест отдыха;
- военнослужащие прибывшие из других климатических зон, проходят через адаптацию к другим природным условиям и действиям в условиях иного природного ландшафта (лес, горы, степь, пустыня);
- создаются новые образцы снаряжения, которые испытываются и дорабатываются на месте;
- проявляются какие-либо недостатки подготовки, в том числе огневой, топографической и физической;
- происходит обмен опытом.